# Martinico

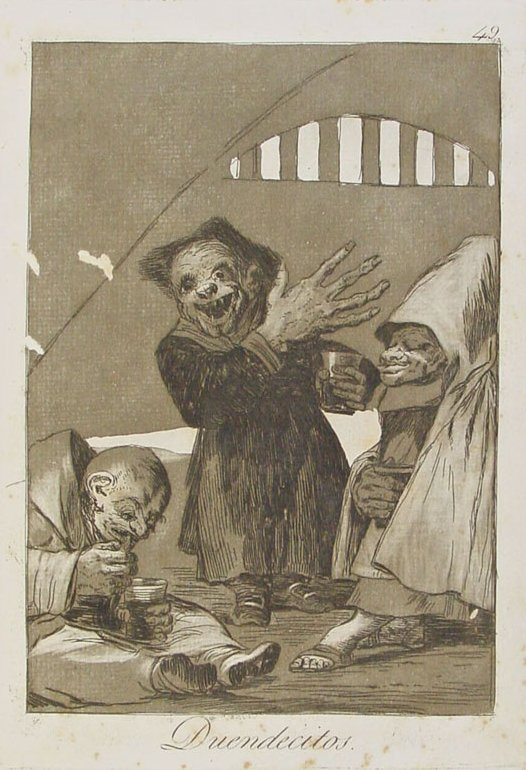
Duende Martinico en el grabado "Duendecillos" de los Caprichos de Francisco de Goya.

El martinico es un tipo peculiar de duende, el más característico de la mitología de algunos lugares de España.

## Aspecto
Se trata de un pequeño duende de aspecto sombrío, en la mayoría de escritos o grabados antiguos se les representa como seres pequeños y oscuros, en muchas ocasiones con vestimenta de fraile y con una capucha que oculta un rostro monstruoso. Sin embargo, también hay localizaciones en las que se le representa con un rostro amable e infantil, como si de un niño se tratase.

## Historia
Martín es nombre de diablo o demonio en la Edad Media; en el cuento XLV de El conde Lucanor de don Juan Manuel se llama al demonio que sirve a un hombre "Martín". Pedro Calderón de la Barca, en su comedia La dama duende, jornada segunda, escena XIII, describe al supuesto duende que dice haber visto el miedoso Cosme como "fraile tamañito" o "duende capuchino". En efecto, Goya los representa como enanos cabezones o de gran cabeza, con manos grandes y vestidos con hábito franciscano; lo corrobora que en Extremadura sean conocidos como frailecillos. Su fisonomía tal vez se asocie con los muñecos cabezudos que aparecen en las fiestas populares de Castilla. Son muy bromistas, especialmente con los avaros, a los que suelen chasquear cruelmente convirtiendo su oro en carbón, y con las doncellas, haciendo ruidos en las alacenas, apagando súbitamente candiles o candilejas, tirando pucheros o engañando a los humanos de varias maneras, aunque también se usaban para asustar a los niños; e importunados, eran temibles. En el siglo XVIII el dramaturgo Antonio de Zamora aludió a esta superstición en su comedia Duendes son alcahuetes y el espíritu foleto, en que satiriza, como ya había hecho antes Pedro Calderón en sus La dama duende y El galán fantasma, la costumbre de hacer pasar por duendes a los amantes y novios descuidados y ruidosos que escondían las mozas. El padre Benito Jerónimo Feijoo combatió esta superstición en sus ensayos y Fernán Caballero recogió en el siglo XIX algunos cuentos populares en los que son protagonistas.

## Leyendas
El pequeño duende se suele representar invadiendo un hogar y cambiando cosas de lugar para gastar bromas a sus huéspedes. Se trata de un ser extraordinario muy difícil de avistar. Algunas leyendas hablan de que el ser fue desterrado a los bosques por un tenebroso demonio y cuando cumplió su condena, escapó a la ciudad para poder acercarse a la gente, menguando así su sentimiento de soledad. Es más propenso a aparecer frente a niños, ya que es con quienes más puede jugar. A pesar del aterrador aspecto con el que se suele representar, se trata de un ser amable, y en algunas zonas de España se dice que vaga en busca de niños a los que proteger.
En otras ocasiones también se representa vagando por las noches en busca de atemorizar a la gente. Ocultándose bajo una oscura capucha que no dejaba ver cómo era realmente su aspecto.

## Martinicos famosos
Este género de espíritus foletos parece sentir una gran predilección por Castilla-La Mancha y así fueron famosos los castellano-manchegos de La Guardia, Mondéjar, Villaluenga de la Sagra y Cazalegas, entre otros lugares de la comunidad autónoma.
Los martinicos también se encuentran  en cuentos e historias en las provincias de Jaén y Granada como por ejemplo en la cultura popular oral de Arjonilla, Porcuna, Quesada, Pozo Alcón o de Baza.